# Bohoyo
Bohoyo è un comune spagnolo di 427 abitanti situato nella comunità autonoma di Castiglia e León.